# Mistrzostwa Polski w kolarstwie torowym – wyścig na 250 metrów ze startu zatrzymanego kobiet
Mistrzostwa Polski w kolarstwie torowym w wyścigu na 250 metrów ze startu zatrzymanego kobiet odbyły się w 2021.
Konkurencję tę rozegrano również na mistrzostwach Polski w 2020, z inicjatywy trenera reprezentacji męskiej, Igora Krymskiego, ale nie przyznano w niej medali. Zwyciężyła wówczas Urszula Łoś, przed Marleną Karwacką i Nikolą Seremak

## Medaliści
| Rok  | Złoto            | Srebro        | Brąz          |
| 2021 | Marlena Karwacka | Nikola Sibiak | Paulina Petri |